# Tobias Rau
Tobias Rau (Braunschweig, 31 december 1981) is een voormalig Duits profvoetballer die in juli 2009 op 27-jarige leeftijd zijn loopbaan beëindigde. De verdediger speelde voor onder meer Arminia Bielefeld, VfL Wolfsburg en Bayern München. De blessuregevoelige Rau verklaarde bij zijn stoppen geen last te hebben van een blessure en nog voldoende plezier in voetbal te hebben, maar een studie boven het voortzetten van zijn sportloopbaan te verkiezen.

## Clubcarrière
Na een seizoen te hebben gespeeld bij Eintracht Braunschweig trok hij de aandacht van VfL Wolfsburg. Daar speelde hij overtuigend voetbal en kwam hij in de belangstelling te staan van Bayern München. Door veel blessures en de zware concurrentie van onder anderen Bixente Lizarazu en Hasan Salihamidžić wist hij echter nooit een basisplaats te veroveren bij Der Rekordmeister. Hij werd in 2005 met de club nog wel kampioen en won tevens de Beker van Duitsland maar vertrok diezelfde zomer nog voor een bedrag van 2,5 miljoen naar Arminia Bielefeld. Bij die club speelde hij vier seizoenen maar kwam daarin slechts tot 33 optredens. In de zomer van 2009 kreeg hij daarom geen nieuw contract aangeboden en besloot hij per direct zijn kicksen aan de wilgen te hangen. Ondanks aanbiedingen uit het buitenland en de 2. Bundesliga besloot hij definitief te stoppen en aan een studie te beginnen.

## Interlandloopbaan
Rau speelde in 2003 zeven wedstrijden voor de Duitse nationale ploeg, waarin hij eenmaal scoorde: op 1 juni 2003 in de vriendschappelijke wedstrijd tegen Canada (4-1). Vanwege blessures kwam de Duitser nooit uit op een groot eindtoernooi.

## Erelijst
- Bundesliga: 2005
- DFB-Pokal: 2005
- Ligapokal: 2004